# Love Not War (the Tampa Beat)
Love Not War (the Tampa Beat) è un singolo del cantante statunitense Jason Derulo e del produttore musicale neocaledone Nuka, pubblicato il 20 novembre 2020 come quarto estratto dal quinto album in studio di Jason Derulo Nu King.

## Descrizione
Si tratta di un remake del singolo di Nuka 4 Brylean (WayzRmx2018), diventato virale a settembre 2020 sulla piattaforma TikTok.

## Video musicale
Il video musicale è stato reso disponibile il 24 novembre 2020.

## Tracce
Testi e musiche di Jason Derulo, Jacob Kasher, Ridge Manuka Maukava e Shawn Charles.
Download digitale
1. Love Not War (the Tampa Beat) – 3:12

Download digitale – Acoustic
1. Love Not War (the Tampa Beat) (Acoustic) – 3:11

Download digitale – Show N Prove Remix
1. Love Not War (the Tampa Beat) (Show N Prove Remix) – 2:48

Download digitale – Secondcity Remix
1. Love Not War (the Tampa Beat) (Secondcity Remix) – 3:34

Download digitale – PS1 Remix
1. Love Not War (the Tampa Beat) (PS1 Remix) – 2:38

## Formazione
- Jason Derulo – voce
- Charles Gibson – chitarra
- Nuka – produzione
- John Hanes – ingegneria del suono
- Ben Hogart – ingegneria del suono
- Kevin Tuffy – mastering
- Șerban Ghenea – missaggio

## Classifiche

### Classifiche settimanali
| Classifica (2020-22) | Posizione massima |
| -------------------- | ----------------- |
| Australia            | 49                |
| Austria              | 14                |
| Belgio (Fiandre)     | 15                |
| Belgio (Vallonia)    | 4                 |
| Bulgaria             | 10                |
| Canada               | 92                |
| Croazia              | 20                |
| Francia              | 30                |
| Germania             | 9                 |
| Irlanda              | 43                |
| Paesi Bassi          | 6                 |
| Polonia              | 1                 |
| Regno Unito          | 26                |
| Romania              | 1                 |
| Slovacchia           | 61                |
| Slovenia             | 4                 |
| Svezia               | 97                |
| Svizzera             | 5                 |
| Ucraina              | 85                |

### Classifiche di fine anno
| Classifica (2021) | Posizione |
| ----------------- | --------- |
| Austria           | 30        |
| Belgio (Fiandre)  | 57        |
| Belgio (Vallonia) | 22        |
| Croazia           | 12        |
| Francia           | 109       |
| Germania          | 24        |
| Paesi Bassi       | 54        |
| Polonia           | 17        |
| Svizzera          | 32        |